# Нетуш
Нетуш (рум. Netuș) — село у повіті Сібіу в Румунії. Входить до складу комуни Якобень.
Село розташоване на відстані 207 км на північний захід від Бухареста, 58 км на північний схід від Сібіу, 121 км на південний схід від Клуж-Напоки, 77 км на північний захід від Брашова.

## Населення
За даними перепису населення 2002 року у селі проживали 436 осіб. Рідною мовою 430 осіб (98,6%) назвали румунську.
Національний склад населення села:
| Національність | Кількість осіб | Відсоток |
| -------------- | -------------- | -------- |
| румуни         | 309            | 70,9%    |
| цигани         | 120            | 27,5%    |
| німці          | 7              | 1,6%     |